# Robert Thomas Wilson
Robert Thomas Wilson (17 de agosto de 1777 - 9 de mayo de 1849) fue un general y político británico que sirvió en Flandes, Egipto, península ibérica, Prusia, y fue enviado al Ejército Imperial Ruso en 1812. Ejerció como miembro liberal del Parlamento (MP) para Southwark desde 1818 hasta 1831. Sirvió como Gobernador de Gibraltar desde 1842 hasta su muerte en 1849.

## Inicios de su carrera
Nacido en Londres, era nieto de un comerciante de lana de Leeds y el cuarto hijo del pintor y retratista Benjamin Wilson. Huérfano a la edad de doce años, fue criado y educado por su tío y tutor, William Bosville, y luego asistió a la Escuela Westminster . 
Se escapó a los veinte años con Jemima, la hija del coronel William Belford. Ella le dio trece hijos en los siguientes 15 años. 

## Vida militar
Tuvo una distinguida carrera en el ejército y el servicio diplomático. En 1794, como alférez de los 15º Dragones de la Luz, Wilson luchó en la famosa Batalla de Villers-en-Cauchies donde un puñado de caballería aplastó a una fuerza francesa mucho más numerosa. Lo nombraron caballero en 1801. En 1804 se convirtió en teniente coronel del 19º Ligero de Dragones.  
Fue expulsado de Rusia como espía después del Tratado de Tilsit.  
Durante la Guerra Peninsular organizó a los soldados portugueses en la Leal Legión Lusitana. Durante su reposo británico tras la península ibérica en enero de 1809, Wilson se negó a cumplir con la retirada y, en cambio, decidió oponerse al nuevo cuerpo de 9.000 hombres comandado por el general francés Pierre Belon Lapisse. Instaló la mitad de sus 1.200 legionarios lusitanos en la fortaleza de Almeida y formó el resto en una delgada línea frontal. Luego acosaba a su oponente con tanta energía que Lapisse, convencido de que se enfrentaba a un enemigo mucho más numeroso, se puso completamente a la defensiva.
En el verano de 1809, la Legión de Wilson nuevamente formó una parte importante del tejido del  ejército anglo-luso en puestos de avanzada y se colocó en la frontera española para proporcionar una alerta temprana de los movimientos franceses mientras el comandante británico Wellington avanzaba hacia Oporto. En el avance de Wellington sobre Talavera en la primavera de 1809, los lusitanos de Wilson nuevamente formaron una valiosa guardia de flanco. Después de la Batalla de Talavera, cuando el general francés Jean Victor Marie Moreau y su tropa amenazaron con cortar las fuerzas de Wellington desde el sur, la pequeña columna de 1.500 hombres de Wilson sorprendió a los 19.600 hombres de Victor por el norte. Ante esta amenaza poco clara, Víctor entró en pánico y se retiró precipitadamente a Madrid. El 12 de agosto de 1809, Wilson con 4.000 hombres, incluidos dos batallones de la Legión, fue derrotado por las fuerzas francesas bajo el mando del mariscal Michel Ney en la Batalla del Puerto de Baños. Enfrentándose a un número de franceses tres veces mayor, Wilson logró mantener su posición durante nueve horas. Perdió a casi 400 hombres e infligió 185 bajas a los franceses.
Wilson regresó a Rusia en 1812 como oficial de enlace. Fue un observador perspicaz durante los acontecimientos de la desastrosa retirada de Napoleón de Moscú y estuvo presente en la Batalla de Krasnoye. También ayudó en la fuga de noviembre de 1815 del bonapartista Lavalette de París.

## Parlamento
En 1817, cerca del comienzo del Gran Juego, publicó el antirruso "A Sketch of the Military and Political Power of Russia (Un esbozco del poder militar y político de Rusia)".
En 1818, Wilson se convirtió en diputado por Southwark. En 1821, siendo diputado radical, asistió al funeral de la reina Carolina (la esposa de Jorge IV), una figura muy controvertida cuyo trato por parte de su esposo la llevó a ser celebrada por la sección "ruidosa" de la población en general. Sus partidarios, al considerar que las autoridades no les permitían celebrar esta ocasión como deseaban, se volvieron rebeldes. Los soldados que escoltaban al cortejo, pero también de guardia debido al temor a ser apedreados, dispararon sobre las cabezas de la multitud. Wilson se acercó y dijo que "es bastante vergonzoso seguir disparando de esta manera, cuando la gente está desarmada". Les recuerda que eres soldados de Waterloo; que no perdiesen el honor ganado en esa ocasión. Le dispararon cañones en la cabeza, no importa algunas piedras". Los disparos cesaron cuando el oficial a cargo reconoció a Wilson y las tropas, aunque mantuvo su cohesión "retirada". Unas semanas después, el duque de York despidió a Wilson del ejército. Sin embargo, sirvió a su país nuevamente. 

## Finales de su carrera
Wilson fue reincorporado en el ejército y, además, ascendido a teniente general en 1830. Alcanzó el rango de general en 1841 y fue nombrado gobernador de Gibraltar en 1842. Escribió mucho sobre historia y política.

## Fallecimiento
Wilson murió repentinamente el 9 de mayo de 1849 en el hotel Marshall Thompson en Cavendish Square, Londres. Está enterrado junto con su esposa en la Abadía de Westminster.

## Otras lecturas
Biografías: 
- Herbert Randolph, ed., La vida del general Sir Robert Wilson, 2 vols., Londres, 1862
- Giovanni Costigan, Sir Robert Wilson: un soldado de fortuna en las guerras napoleónicas, Madison, Wisconsin, 1932
- Michael Glover, un compañero muy resbaladizo: La vida de Sir Robert Wilson 1777-1849, OUP, 1978
- Ian Samuel, un compañero asombroso. La vida del general Sir Robert Wilson, The Kensall Press, Londres, 1985

Obras editadas: 
- Robert Wilson; Antony Brett-James, ed. Diario del general Wilson 1812-1814, William Kimber, Londres, 1964